# Ľudmila Chmelíková
Ľudmila Chmelíková, coniugata Pečová (Banská Bystrica, 30 gennaio 1955), è un'ex cestista cecoslovacca.

## Carriera
Con i Cecoslovacchia ha disputato i Giochi olimpici di Montréal 1976, i Campionati mondiali del 1975 e quattro edizioni dei Campionati europei (1974, 1976, 1980, 1981).